# Santa Morte

Santa Morte es un grupo del género Hip Hop formado en el año 2008.

## Historia
Santa Morte es un grupo alicantino formado en 2007 por Maik y Xinoh componentes de A.Z. Squadra, la crew que engloba entre otros a Abram. En noviembre de 2008 presentan su primer trabajo Insomnia, demo de 5 cortes donde cuentan con la colaboración de Abram, scratchings de Dj Kromik y las producciones de Nikoh E.S y Tejota. Actualmente trabajan en los directos de Abram como mc´s de apoyo, han actuado en escenarios como la sala Caracol (Madrid), El loco (Valencia), Nave8 (Alicante), Auditoría Julio Iglesias (Benidorm) y el festival de cine de Alfaz del Pi entre otros, compartiendo escenario con: Nach, Violadores del Verso, Hablando en Plata, Falsalarma... y también artistas de la escena francesa como Sir Samuël de Saïan Supa Crew. En 2010, Maik y Xinoh lanzan un maxi llamado Incontinencia verbal de la mano de AZ Records, sello que ya editó el trabajo Hablando Serio de Abram. Maxi de 3 canciones más un remix de una de ellas, contiene una colaboración vocal de la artista colombiana Mara García y una colaboración a nivel de producción por parte de R. Sosa. En 2012, Maik lanza su primer trabajo en solitario, Ese, compuesto por 5 temas, donde encontramos producciones de R. Sosa y Avaritia Music (SkillerZone), a Dj Kromik en los scratches y las colaboraciones vocales de Xinoh (Santa Morte) y Abram. También grabado, mezclado y masterizado en su plenitud por R. Sosa, en AZ Estudios (Ibi, Alicante). Dos meses después de la salida del EP de Maik Ese, lanzan su primer larga duración bajo el nombre de Infinito. En 2014, Xinoh lanza Metrónomo y en 2015 Maik lanza su EP en solitario Luz.

## Discografía
- Insomnia (2008)
- Incontinencia Verbal (2010)
- Ese (2012)
- Infinito (2012)
- Metrónomo (2014)
- Luz (2015)

### Sencillos
- Soy humano (2014)
- Otro camino (2015)

### Colaboraciones
- Familia numerosa (con Abram, 2012)
- Molestias y males menores (con Abram, 2012)
- Anestesia (con ZPU, 2012)
- Nada importa (con Shé, Santiuve y Solix, 2015)

## Reconocimientos y méritos
1er premio en el concurso de talentos nacional IbiJVN´09.